# Nikołaj Kaptil
Nikołaj Stiepanowicz Kaptil (kaz. i ros. Николай Степанович Каптиль) – kazachstański polityk, od 30 stycznia 1996 do 1999 roku deputowany do Mażylisu Parlamentu Republiki Kazachstanu I kadencji.